# Albert Pierrepoint
Albert Pierrepoint (* 30. März 1905 in Clayton, Bradford; † 10. Juli 1992 in Southport) war von 1932 bis 1956 Henker für das Vereinigte Königreich. Mit rund 450 Exekutionen, die ihm zugeschrieben werden, war er der meistbeschäftigte Henker seines Landes. Aufgrund von Urteilen der britischen Militärjustiz in Deutschland und Österreich richtete er nach 1945 ca. 200 Menschen hin; die meisten waren Kriegsverbrecher.

## Status
Ab 1874 erhielten Henker in Großbritannien keine feste Besoldung mehr (sie hatten keinen Beamtenstatus), sondern nur eine bestimmte Summe pro Hinrichtung. Pierrepoint verdiente also seinen Lebensunterhalt ebenso wie seine unmittelbaren Vorgänger in einem anderen Beruf. Er arbeitete anfangs als Auslieferungsfahrer eines Gemüsegroßhändlers, später als Gastwirt in Oldham bei Manchester und Much Hoole bei Preston. Seinen Ruhestand verlebte er in Southport, zuletzt in einem Pflegeheim.

## Eine Dynastie
Vor Albert, der 1932 auf die berühmte geheime Liste von Personen, die befugt sind, Hinrichtungen vorzunehmen (kurz „the list“) der „Prison Commission“ gesetzt wurde, hatten schon zwei weitere Angehörige seiner Familie diesen Beruf ausgeübt: Sein Vater Henry Pierrepoint und sein Onkel Thomas Pierrepoint. Während sein Onkel Thomas der älteste Henker Großbritanniens wurde – er übte sein Amt noch mit 75 Jahren aus –, schied Henry nicht freiwillig aus. Er wurde von der Liste gestrichen, als er einmal betrunken am Vortag einer Hinrichtung in Chelmsford erschien und dabei seinen Assistenten John Ellis tätlich angriff. 2006 gaben die National Archives Dokumente frei, aus denen hervorgeht, dass der erwähnte Zwischenfall Auslöser für den „Rücktritt“ war.

## Leben
In einem Schulaufsatz mit dem Thema „Was ich einmal werden möchte“ schrieb der elfjährige Albert Pierrepoint zum Amüsement seines Lehrers: „I want to be a hangman!“ (Ich möchte einmal Henker werden!).
Nach dem Tod seines Vaters 1922 beschäftigte sich Pierrepoint ausgiebig mit dessen Tagebüchern und Kalendern. Henry Pierrepoint hatte fein säuberlich über jede Hinrichtung Buch geführt und die wichtigsten Daten und Fakten notiert – eine Angewohnheit, die Albert später fortsetzte.
Nach Ende seiner Schulausbildung wurde er Auslieferungsfahrer für einen Obst- und Gemüsehändler. Zuerst mit einem Pferdewagen, später mit einem Lkw, brachte er die bestellten Waren zu den Kunden.
Seine erste Bewerbung beim britischen Innenministerium war aber nicht erfolgreich; es bestand kein Bedarf an Nachwuchskräften. Erst als ein anderer Henker seine Karriere wegen der Drohung seines Arbeitgebers, ob seines „Nebenerwerbs“ niemals befördert zu werden, aufgab, bekam Albert seine Chance und wurde zum „Training“ nach London einberufen. Zwar waren die Vertreter der „Prison Commission“ zunächst nicht von Pierrepoint überzeugt, doch seine Selbstsicherheit und ruhige Überlegenheit imponierten.
Erst nach diesem Training informierte Pierrepoint seinen Onkel Thomas und erhielt von ihm weitere Hinweise und Erfahrungsberichte. Thomas war es auch, der ihn vor den Gefahren des Alkohols warnte: „Wenn du es nicht ohne Whisky tun kannst, lass es bleiben!“.
Pierrepoint sah seine Hauptaufgabe so wie viele seiner Amtsvorgänger darin, den Ablauf der Hinrichtung möglichst zu beschleunigen. Einerseits wurde damit die Todesangst des Opfers abgekürzt, andererseits bestand weniger Gefahr, dass der Verurteilte sich zur Wehr setzte. Die in Großbritannien übliche Hinrichtungsmethode des „Long Drop“, also des „langen Falls“, führte, wenn die Fallhöhe richtig berechnet und der Strick sachgerecht platziert war, auch sofort zum Tod – zumindest nach Ansicht der beteiligten Gefängnisärzte und Obduzenten. Pierrepoint legte bei manchen Hinrichtungen eine angezündete Zigarre in einen Aschenbecher im Aufenthaltsraum, die er nach seiner Rückkehr aus dem Hinrichtungsraum weiterrauchen konnte. Der Henker betrat die Todeszelle wenige Sekunden vor der vollen Stunde; der Verurteilte war meist gehängt, noch bevor die Uhr ihre Stundenschläge beendet hatte. Seinen eigenen Aussagen nach hatte er nur zweimal Probleme mit Verurteilten, weil sie sich wehrten. „Aber das waren beide Ausländer (einer davon ein deutscher Spion), die Briten gingen immer ohne Wirbel, ohne Kampf!“, schrieb Pierrepoint in seinen Memoiren.
Seine Frau Anne, die er 1943 heiratete, führte einen Süßwaren- und Tabakladen nahe dem Geschäft, für das Albert als Auslieferungsfahrer tätig war. Sie ahnte zwar die Art seiner „Nebenbeschäftigung“, wartete jedoch ab, bis er es ihr 1944 von sich aus sagte, als er für einige Exekutionen nach Gibraltar musste. Er widmete seine Memoiren seiner Frau, die „immer da war und nie Fragen stellte“.

### Nachkriegsjahre
Nachdem die britischen Besatzungstruppen 1945 in Deutschland bei einigen Hinrichtungen von Kriegsverbrechern durch Erschießungskommandos negative Erfahrungen gemacht hatten, wurde entschieden, die Fähigkeiten Pierrepoints zu nutzen. Durch seinen Einsatz in Deutschland nach 1945 wurde er – entgegen der herrschenden Praxis und den Vorgaben der britischen Justiz – allerdings auch zum prominentesten Henker Großbritanniens im 20. Jahrhundert, da die Medien groß über ihn berichteten. Er wurde von den Medien zum Helden stilisiert, weil er im Nachkriegs-Deutschland mit den Kriegsverbrechern „abrechnete“. Diese Popularität war für Albert ein zweischneidiges Schwert, da sie zum Verlust der ihm heiligen Anonymität führte. Nicht umsonst lebten alle anderen executioners (das oftmals ebenfalls verwendete Wort hangman war negativ besetzt) vor ihm anonym – und, wie freigegebene Unterlagen im britischen Staatsarchiv zeigen, meist in geordneten Familienverhältnissen – und outeten sich, wenn überhaupt, erst nach Niederlegung ihres Amtes.
Pierrepoint hängte im Laufe seiner Karriere Hunderte von Verurteilten, darunter (in Shepton Mallet) auch amerikanische Soldaten, die wegen Mordes und Vergewaltigung an englischen Zivilpersonen verurteilt worden waren. Die genaue Anzahl der von ihm durchgeführten Hinrichtungen – man spricht von 433 Männern und 17 Frauen – hat Pierrepoint nie angegeben; er verweigerte sogar als Zeuge vor der „Royal Commission on Capital Punishment“ (eingesetzt 1949; Abschlussbericht September 1953) Angaben zu diesem Punkt.
Pierrepoint wird von Zeitgenossen als „Brite vom alten Schlag“ beschrieben, tatkräftig und mit Sinn für Humor. Als er durch seine Einsätze in Deutschland und Österreich nach 1945 zu relativem Wohlstand gelangt war (er hängte bei einem „Termin“ in der Regel bis zu 10 verurteilte Kriegsverbrecher), gab er seinen Job als Auslieferungsfahrer auf und wurde Gastwirt. Als Wirt des Pubs Help The Poor Struggler (das schon vor der Übernahme durch Pierrepoint so hieß) in Hollinwood nahe Manchester wurden er und sein Lokal zum Ausflugsziel zahlloser Touristen, die sich mit ihm fotografieren lassen wollten (to struggle wird im Englischen auch verwendet für „strampeln“ oder „baumeln“, und in diesem Kontext gewann der Name des Pubs eine neue, treffende Bedeutung).
In einem Interview wurde Pierrepoint einmal gefragt, wie er den Druck, den sein Amt mit sich bringt, aushalte. „Es ist nicht Albert Pierrepoint, der in die Todeszelle hineingeht“, erläuterte er dem Reporter, „sondern nur das Werkzeug des Staats. Ich lasse alle persönlichen Gefühle und Empfindungen draußen vor der Tür. Es interessiert mich auch nicht, was der Verurteilte getan hat oder wer er vorher war.“ Psychologen deuteten dies als „bewusst gespaltene Persönlichkeit“. Dieser Schutzmechanismus funktionierte so lange gut, bis Pierrepoint bei einer Hinrichtung (der von James Corbitt) eben doch persönlich emotional involviert war und die „Fehlfunktion seines emotionalen Schutzschildes“ seine Psyche und wohl auch seine Rechtfertigung vor sich selbst schwer in Mitleidenschaft zog. Die Tumulte rund um die Hinrichtung von Ruth Ellis dürften Pierrepoint dann endgültig zum Rücktritt bewogen haben.

### Rücktritt
1956 trat Albert Pierrepoint von seinem Amt als Britain’s Chief Executioner zurück. Auslöser seiner Entscheidung war die nicht erfolgte Bezahlung für eine angesetzte Hinrichtung. Der Verurteilte Thomas Bancroft wurde kurz vor der Vollstreckung begnadigt, als Pierrepoint bereits durch ein winterliches England mit vielen Mühen zur Hinrichtung angereist war. Es war das erste Mal, dass ein Todeskandidat so kurz vor dem Termin begnadigt wurde, und es gab daher keine Richtlinien, wie in einem solchen Fall zu verfahren war. In England – im Gegensatz zu Schottland – wurden die Henker nur für durchgeführte Hinrichtungen bezahlt. Daher bot der zuständige Beamte von Lancashire Pierrepoint statt der vollen 15 Pfund Honorar (nach heutigem Geldwert 334 Pfund bzw. 339 Euro) zunächst ein Pfund für seine Kosten, später vier Pfund, was Pierrepoint als Beleidigung auffasste. Denn er hatte nicht nur eine waghalsige Reise über verschneite Straßen hinter sich, sondern er musste auch – da er mangels Hinrichtung nicht im Gefängnis übernachten konnte – in ein Hotel ausweichen, da eine Rückfahrt in der Nacht zu gefährlich war. Er wandte sich mit einem Schreiben an die „Prison Commission“. Diese verwies ihn an die lokale Gefängnisverwaltung und versuchte, nach Erhalt seines Rücktrittsschreibens ihn wieder zur Aufnahme seines Amtes zu bewegen, jedoch erfolglos. Nicht zufällig ist 1956 das einzige Jahr vor der Abschaffung der Todesstrafe, in dem keine Hinrichtung stattfand.
Eine andere Darstellung der Geschehnisse, die zum Rücktritt von Pierrepoint führten, liefert Steve Fieldings Buch über die Dynastie der Pierrepoints. Nach Fielding hatte Albert ein Angebot einer Zeitung erhalten, für ein Honorar von rd. 500.000 Pfund (heutiger Geldwert) eine Artikelserie über seine Jahre als Chief executioner zu schreiben. Die Behörden entschieden, nicht gegen Pierrepoint vorzugehen (er brach mit seinen Berichten das Amtsgeheimnis), übten in der Folge aber massiven Druck auf den Verleger aus; die Serie kam über zwei Fortsetzungen nicht hinaus und wurde sang- und klanglos eingestellt.

### Späteres Leben
Nach seinem Rückzug arbeitete Albert Pierrepoint weiterhin in seinem Pub, bevor er sich in Southport als Pensionär niederließ. Immer wieder wurde er zu Fernsehdiskussionen eingeladen und für Zeitungen interviewt; mit fortschreitendem Alter wurden ihm derartige Auftritte aber immer unangenehmer (wie man den Videoaufzeichnungen entnehmen kann). In den 1970er Jahren musste er seine Memorabilia, darunter auch seine berühmten Tagebücher mit den Listen seiner Hinrichtungen, an einen Nachbarn verkaufen. Später wurden große Teile dieser Gegenstände bei einer Versteigerung bei Sotheby’s weiterverkauft und befinden sich heute im Besitz von privaten Sammlern. Gebrechlich geworden, zog Albert Pierrepoint in ein Pflegeheim, in dem er 1992 starb.
Pierrepoint wird oft als letzter Henker Großbritanniens bezeichnet. Dies entspricht jedoch nicht den Tatsachen, da Todesurteile in Großbritannien bis zum 13. August 1964 vollstreckt wurden. An diesem Tag starben zwei wegen Raubmords Verurteilte gleichzeitig, aber in verschiedenen Gefängnissen, am Galgen. Keiner der beiden Henker kann sich daher als der alleinige „letzte Henker“ bezeichnen. Pierrepoint war jedoch der letzte offizielle oberste Henker des Landes.

## Von Pierrepoint vollstreckte Urteile
- Noch bevor er erstmals als Assistent für eine Hinrichtung in Großbritannien eingesetzt wurde, hatte er seinem Onkel Thomas Pierrepoint am 29. Dezember 1932 in Dublin im Mountjoy Prison bei der Hinrichtung von Patrick McDermott assistiert. Bei Hinrichtungen in Irland konnte der Henker seinen Assistenten frei wählen und war dabei nicht an die „Liste“ gebunden.
- Pierrepoints erste Hinrichtung, bei der er nicht Assistent, sondern Henker war, war die von Antonio „Babe“ Mancini am 17. Oktober 1941 im Londoner Pentonville Prison.
- Am 13. Dezember 1945 hängte er im Zuchthaus Hameln 13 im Bergen-Belsen-Prozess zum Tode verurteilte Kriegsverbrecher, darunter die KZ-Wärterinnen Irma Grese, Elisabeth Volkenrath, Johanna Bormann und zehn männliche Todeskandidaten, unter ihnen Josef Kramer, Kommandant des Konzentrationslagers Bergen-Belsen, und Franz Hößler, den stellvertretenden Kommandanten. Die drei Frauen wurden einzeln gehängt, die Männer jeweils zu zweit. Dieser Hinrichtungstermin war der erste einer ganzen Reihe von Besuchen von Pierrepoint in der britisch besetzten Zone Deutschlands; insgesamt richtete er rund 200 Kriegsverbrecher hin.
- Am 19. Dezember 1945 richtete Pierrepoint den wegen Hochverrats verurteilten John Amery im Gefängnis von Wandsworth hin.
- Im September 1946 hängte Pierrepoint in Graz (Österreich) mehrere Kriegsverbrecher, die im Rahmen der sogenannten Eisenerz-Prozesse verurteilt worden waren. Er unterwies die österreichischen Henker dabei in seiner Methode des „long drop“ und war entsetzt zu erfahren, dass bis dahin noch der „Österreichische Würgegalgen“ in Gebrauch gewesen war. Die österreichischen Henker waren von Pierrepoints Methode so überzeugt, dass sie in einem Schreiben an die österreichischen Gefängnisbehörden – übrigens erfolgreich – mit Streik drohten, falls an der „alten“ Methode festgehalten würde.
- Im Jahr 1946 starb durch Pierrepoint der wegen Hochverrats verurteilte William Joyce, der für das englischsprachige NS-Propagandaradio gearbeitet hatte und in Großbritannien als Lord Haw-Haw bekannt geworden war. Joyce war US-amerikanischer Staatsbürger und konnte wegen Verrats an Großbritannien nur deswegen angeklagt und gehängt werden, weil er sich einen britischen Pass erschlichen hatte.
- Timothy John Evans wurde zum Justizopfer, als er als Mörder seiner Tochter zum Tode verurteilt wurde. Er wurde am 9. März 1950 von Pierrepoint erhängt. In Wahrheit hatte der nekrophile Nachbar John Christie (hingerichtet von Albert Pierrepoint 1953) Frau und Tochter ermordet. Timothy Evans wurde 1966 postum freigesprochen.
- James Inglis, 1951 von Pierrepoint gehängt. Der Ablauf der Hinrichtung – vom Verlassen der Todeszelle bis zum Öffnen der Falltür – stellt mit nur 7 Sekunden einen makabren Rekord dar. Inglis befolgte die Mahnung eines Aufsehers, „schnell und ohne Wirbel“ zum Galgen zu gehen, wörtlich und rannte zu seiner Hinrichtung.
- 1953 hängte Pierrepoint Derek Bentley, dessen Verurteilung (aufgrund des Mordes an einem Polizisten) umstritten war und für dessen Freilassung sogar 200 Mitglieder des britischen Unterhauses, die Witwe des getöteten Polizisten und die Geschworenen des Prozesses plädierten. Bentley erhielt 1993 eine postume Begnadigung; das Urteil gegen ihn wurde 1998 aufgehoben.
- Michael Manning, von Pierrepoint am 20. April 1954 gehängt, war der letzte in der Republik Irland hingerichtete Straftäter.
- Ruth Ellis war die letzte Frau, die in Großbritannien gehängt wurde († 13. Juli 1955). Die Mutter zweier kleiner Kinder hatte ihren Liebhaber erschossen. Das Verfahren löste eine Massenbewegung gegen die Todesstrafe aus. Um Gerüchten entgegenzuwirken, sprach Pierrepoint aber später auch über diese Hinrichtung und stellte klar, dass Ellis ihre Strafe voll akzeptiert hatte (sie hatte sich vor Gericht auch zu ihrer Tat bekannt) und auch er selbst keine Gewissensbisse hatte, das Urteil zu vollstrecken.

## Wandlung zum Gegner der Todesstrafe
Aus Erfahrung wusste Pierrepoint, dass Begnadigungen von Todeskandidaten meist nur das Ergebnis politischen oder öffentlichen Drucks waren, ohne dass ein Zusammenhang mit der größeren oder geringeren Schuld im konkreten Fall bestand, und dass die soziale und gesellschaftliche Stellung eines Verurteilten starken Einfluss auf eine Begnadigung hatte. Außerdem musste er am 28. November 1950 James Corbitt hinrichten, der regelmäßiger Besucher seines Pubs war. Noch am Abend, bevor Corbitt aus Eifersucht seine Freundin umbrachte, hatte Pierrepoint mit ihm ein Duett gesungen. Pierrepoint betonte zwar immer, dass er Corbitt nicht näher kannte, ihm nicht einmal sein Familienname ein Begriff war und Corbitt nur ein Gast in seinem Pub war, trotzdem weckte Corbitts Hinrichtung in ihm die Überzeugung, dass die Todesstrafe keine Abschreckung darstellte: Corbitt hatte nicht nur abstrakt gewusst, dass es die Todesstrafe gab, er kannte sogar den, der sie vollstreckte. Diese Ansicht des Henkers wurde dadurch bestärkt, dass die meisten von ihm gehenkten Mörder ihre Tat in der „Hitze des Augenblicks“ begangen hatten und nicht aus Vorsatz oder als Raubmord (siehe auch Mord).
Pierrepoint verlieh seiner Meinung im Nachwort zu seinen Memoiren Ausdruck: „Ich bin zu dem Schluss gekommen, dass Hinrichtungen zwecklos sind. Sie sind lediglich ein antiquiertes Relikt eines primitiven Verlangens nach Rache, das es sich einfach macht und die Verantwortung für die Rache auf andere überträgt.“

## Schriften
- Executioner: Pierrepoint. Dobby Publishing, 2005, ISBN 1-85882-061-8. 
Autobiographie, Reprint der 1974 bei Harrap erschienenen Originalausgabe

## Filme
Das Leben von Albert Pierrepoint wurde im Jahr 2005 unter dem Originaltitel The Last Hangman (Der letzte Henker, siehe Weblink) verfilmt. Der Filmtitel ist historisch gesehen falsch. Denn wie schon erwähnt, beendete Pierrepoint seine Tätigkeit bereits vor Abschaffung der Todesstrafe in Großbritannien. Der Filmtitel wurde später in Pierrepoint geändert. Der britische Regisseur Adrian Shergold wurde am 11. Juni 2006 auf dem 17. Internationalen Filmfest in Emden-Aurich-Norderney für diesen Film mit dem Bernhard-Wicki-Filmpreis ausgezeichnet. Im Film wird Pierrepoint von Timothy Spall dargestellt.
Der Film selbst ist eine in düsteren Bildern gehaltene Darstellung des Lebens von Pierrepoint, mit historisch exakter Ausstattung und expliziter Darstellung von Hinrichtungen. Exzellent gelungen ist auch die Wahl der Kostüme. Historisch gesehen ist der Film nicht unbedingt akkurat; wer Pierrepoints Biografie gelesen hat, merkt schnell, dass einige Daten, Namen und Fakten unrichtig wiedergegeben, sehr frei ausgelegt oder frei erfunden sind. Insbesondere die im Film dargestellte Freundschaft zu James Corbitt (siehe oben) ist frei erfunden und diente wohl nur dazu, um die Wandlung Pierrepoints zum Gegner der Todesstrafe besser darstellen zu können.